# Mezinárodní uznání Kosova

Mapa států dle jejich stanoviska k vyhlášení nezávislosti Kosova (k lednu 2022):
Kosovo
Státy, které uznaly nezávislost Kosova
Státy, které neuznaly nezávislost Kosova
Státy, které nejprve uznaly nezávislost Kosova, ale později ji stáhly

Mezinárodní uznání Kosova je pouze částečné, protože část států neuznává vyhlášení Kosovské republiky nezávislé na Srbsku v únoru 2008. Srbská vláda diplomaticky neuznává Kosovo jako suverénní stát, ale obě země mají od roku 2020 normalizované hospodářské vztahy a dohodly se, že se nebudou snažit zasahovat do vstupu druhé země do Evropské unie.
Kosovská deklarace nezávislosti na Srbsku byla jednohlasně přijata 17. února 2008 kosovským parlamentem výsledkem hlasování 109 ku 0. Všech 11 reprezentantů srbské menšiny proces bojkotovalo.
Kosovo uznalo 113 zemí, z nichž 15 uznání stáhlo. K březnu 2025 Republiku Kosovo uznávalo 97 ze 193 (51 %) členských států Organizace spojených národů, 22 z 27 (81 %) členských států Evropské unie, 26 z 30 (86 %) členských států NATO a 31 ze 57 (54 %) členských států Organizace islámské spolupráce. 
Vláda Srbska, která považuje Kosovo za srbskou autonomní oblast Kosovo a Metochie, Kosovo jako suverénní stát neuznala, ale začala normalizovat vztahy s vládou Kosova v souladu s tzv. bruselskou dohodou z roku 2013. Srbsko v ní uznalo legitimitu kosovské jurisdikce na celém území Kosova. Kosovo a Evropská unie podepsaly 27. října 2015 Dohodu o stabilizaci a přidružení a Kosovo má status potenciálního kandidáta na členství.
Organizace spojených národů podle své rezoluce RB č. 1244 z roku 1999 Kosovo uznává jako integrální součást Srbska pod mezinárodní kontrolou zastřešovanou Misí OSN v Kosovu. Kosovo odmítá uznat 44 členských států OSN, včetně 5 států Evropské unie a 4 států NATO. Mezi ně patří například Čína, Brazílie, Rusko, Slovensko.

## Státy, které uznaly Kosovo

### Členské státy OSN
K březnu 2025 uznaly samostatnost Kosovské republiky tyto členské státy OSN (seřazeno podle data uznání):
| Pořadí | Stát                | Datum uznání    |
| ------ | ------------------- | --------------- |
| 1      | Afghánistán         | 18. února 2008  |
| 2      | Kostarika           | 18. února 2008  |
| 3      | Albánie             | 18. února 2008  |
| 4      | Francie             | 18. února 2008  |
| 5      | Turecko             | 18. února 2008  |
| 6      | USA                 | 18. února 2008  |
| 7      | Spojené království  | 18. února 2008  |
| 8      | Austrálie           | 19. února 2008  |
| 9      | Senegal             | 19. února 2008  |
| 10     | Lotyšsko            | 20. února 2008  |
| 11     | Německo             | 20. února 2008  |
| 12     | Estonsko            | 21. února 2008  |
| 13     | Itálie              | 21. února 2008  |
| 14     | Dánsko              | 21. února 2008  |
| 15     | Lucembursko         | 21. února 2008  |
| 16     | Peru                | 22. února 2008  |
| 17     | Belgie              | 24. února 2008  |
| 18     | Polsko              | 26. února 2008  |
| 19     | Švýcarsko           | 27. února 2008  |
| 20     | Rakousko            | 28. února 2008  |
| 21     | Irsko               | 29. února 2008  |
| 22     | Švédsko             | 4. března 2008  |
| 23     | Nizozemsko          | 4. března 2008  |
| 24     | Island              | 5. března 2008  |
| 25     | Slovinsko           | 5. března 2008  |
| 26     | Finsko              | 7. března 2008  |
| 27     | Japonsko            | 18. března 2008 |
| 28     | Kanada              | 18. března 2008 |
| 29     | Monako              | 19. března 2008 |
| 30     | Maďarsko            | 19. března 2008 |
| 31     | Chorvatsko          | 19. března 2008 |
| 32     | Bulharsko           | 20. března 2008 |
| 33     | Lichtenštejnsko     | 25. března 2008 |
| 34     | Jižní Korea         | 28. března 2008 |
| 35     | Norsko              | 28. března 2008 |
| 36     | Marshallovy ostrovy | 17. dubna 2008  |
| 37     | Burkina Faso        | 24. dubna 2008  |
| 38     | Litva               | 6. května 2008  |
| 39     | San Marino          | 11. května 2008 |
| 40     | Česko               | 21. května 2008 |

| Pořadí | Stát                    | Datum uznání       |
| ------ | ----------------------- | ------------------ |
| 41     | Libérie                 | 30. května 2008    |
| 42     | Kolumbie                | 6. srpna 2008      |
| 43     | Belize                  | 7. srpna 2008      |
| 44     | Malta                   | 21. srpna 2008     |
| 45     | Samoa                   | 15. září 2008      |
| 46     | Portugalsko             | 7. října 2008      |
| 47     | Černá Hora              | 9. října 2008      |
| 48     | Severní Makedonie       | 9. října 2008      |
| 49     | Spojené arabské emiráty | 14. října 2008     |
| 50     | Malajsie                | 31. října 2008     |
| 51     | Mikronésie              | 5. prosince 2008   |
| 52     | Panama                  | 16. ledna 2009     |
| 53     | Maledivy                | 19. února 2009     |
| 54     | Gambie                  | 7. dubna 2009      |
| 55     | Saúdská Arábie          | 20. dubna 2009     |
| 56     | Bahrajn                 | 19. května 2009    |
| 57     | Jordánsko               | 7. července 2009   |
| 58     | Dominikánská republika  | 10. července 2009  |
| 59     | Nový Zéland             | 9. listopadu 2009  |
| 60     | Malawi                  | 14. prosince 2009  |
| 61     | Mauritánie              | 12. ledna 2010     |
| 62     | Svazijsko               | 12. dubna 2010     |
| 63     | Vanuatu                 | 28. dubna 2010     |
| 64     | Džibutsko               | 8. května 2010     |
| 65     | Somálsko                | 19. května 2010    |
| 66     | Honduras                | 3. září 2010       |
| 67     | Kiribati                | 21. října 2010     |
| 68     | Tuvalu                  | 18. listopadu 2010 |
| 69     | Katar                   | 4. ledna 2011      |
| 70     | Guinea-Bissau           | 10. ledna 2011     |
| 71     | Andorra                 | 8. června 2011     |
| 72     | Guinea                  | 12. srpna 2011     |
| 73     | Niger                   | 16. srpna 2011     |
| 74     | Benin                   | 18. srpna 2011     |
| 75     | Svatá Lucie             | 19. srpna 2011     |
| 76     | Gabon                   | 15. září 2011      |
| 77     | Pobřeží slonoviny       | 20. září 2011      |
| 78     | Kuvajt                  | 11. října 2011     |
| 79     | Haiti                   | 10. února 2012     |
| 80     | Brunej                  | 25. dubna 2012     |

| Pořadí | Stát                  | Datum uznání       |
| ------ | --------------------- | ------------------ |
| 81     | Čad                   | 1. června 2012     |
| 82     | Východní Timor        | 20. září 2012      |
| 83     | Svatý Kryštof a Nevis | 14. listopadu 2012 |
| 84     | Fidži                 | 20. listopadu 2012 |
| 85     | Pákistán              | 24. prosince 2012  |
| 86     | Guyana                | 16. března 2013    |
| 87     | Tanzanie              | 5. června 2013     |
| 88     | Jemen                 | 11. června 2013    |
| 89     | Egypt                 | 26. června 2013    |
| 90     | Thajsko               | 24. září 2013      |
| 91     | Libye                 | 25. září 2013      |
| 92     | Antigua a Barbuda     | 20. května 2015    |
| 93     | Singapur              | 1. prosince 2016   |
| 94     | Bangladéš             | 27. února 2017     |
| 95     | Barbados              | 15. února 2018     |
| 96     | Izrael                | 4. září 2020       |
| 97     | Keňa                  | 26. března 2025    |

### Jiné státy a subjekty
| Stát nebo subjekt | Datum uznání    |
| ----------------- | --------------- |
| Tchaj-wan         | 19. února 2008  |
| Cookovy ostrovy   | 18. května 2015 |
| Niue              | 23. červen 2015 |

## Státy, které uznání Kosova stáhly
Dle srbského ministerstva zahraničních věcí stáhlo uznání 17 zemí, tj. Surinam, Libérie, Svatý Tomáš a Princův ostrov, Guinea-Bissau, Burundi, Papua Nová Guinea, Lesotho, Komory, Dominika, Grenada, Šalomounovy ostrovy, Madagaskar, Palau, Togo, Středoafrická republika, Ghana a Nauru. Kosovské ministerstvo zahraničních věcí naopak toto tvrzení považuje za „falešné zprávy“ a „srbskou propagandu“. Guinea-Bissau své uznání stáhla v listopadu 2017, avšak následně odeslala verbální nótu kosovské vládě, ve které uvádí, že předchozí nóta (týkající se stažení uznání) je neplatná. Jen několik dní poté, co Libérie zrušila své uznání, vláda vydala prohlášení, ve kterém „opětovně stvrzuje bilaterální vztah s Kosovem“.
V případě Ománu je uznání sporné a nejasné. V únoru 2011 Kosovo oznámilo, že obdrželo nótu, ve které Omán uvádí, že „uvítá členství Kosova v OSN a také ostatních mezinárodních a regionálních organizacích“ a že s Kosovem navázala diplomatické styky. V září 2011 však kosovský ministr zahraničí Petrit Selimi uvedl, že „Omán nás [Kosovo] nikdy neuznal“. Po měsíci kosovské ministerstvo zahraničních věcí prohlásilo, že ománský ministr zahraničí Jusúf bin Alawi bin Abduláh je informoval s tím, že jeho země [Omán] uznává nezávislost Kosova. Kosovský chargé d’affaires v Saúdské Arábii uvedl v roce 2012, že Omán nikdy Kosovo neuznal.
| Pořadí | Stát nebo subjekt       | Doba uznání                           | Reference                   |
| ------ | ----------------------- | ------------------------------------- | --------------------------- |
| 1      | Surinam                 | 8. července 2016 – 27. října 2017     | [ 32 ] [ 33 ] [ 34 ] [ 35 ] |
| 2      | Burundi                 | 16. října 2012 – 15. února 2018       | [ 36 ] [ 37 ]               |
| 3      | Papua Nová Guinea       | 3. října 2012 – 5. července 2018      | [ 38 ]                      |
| 4      | Lesotho                 | 11. února 2014 – 16. října 2018       | [ 39 ] [ 40 ] [ 41 ]        |
| 5      | Komory                  | 14. května 2009 – 1. listopadu 2018   | [ 42 ] [ 43 ] [ 44 ]        |
| 6      | Dominika                | 11. prosince 2012 – 2. listopadu 2018 | [ 45 ]                      |
| 7      | Grenada                 | 25. září 2013 – 4. listopadu 2018     | [ 46 ] [ 47 ]               |
| 8      | Šalomounovy ostrovy     | 13. června 2014 – 28. listopadu 2018  | [ 48 ] [ 49 ]               |
| 9      | Madagaskar              | 24. listopadu 2017 – 7. prosince 2018 | [ 50 ]                      |
| 10     | Palau                   | 6. března 2009 – 18. ledna 2019       | [ 51 ] [ 52 ]               |
| 11     | Togo                    | 11. července 2014 – 28. června 2019   | [ 53 ] [ 54 ] [ 55 ]        |
| 12     | Středoafrická republika | 22. července 2011 – 24. července 2019 | [ 56 ] [ 57 ] [ 58 ]        |
| 13     | Ghana                   | 23. ledna 2012 – 7. listopadu 2019    | [ 59 ] [ 60 ] [ 61 ] [ 62 ] |
| 14     | Nauru                   | 23. dubna 2008 – 13. listopadu 2019   | [ 63 ] [ 64 ] [ 65 ]        |
| 15     | Sierra Leone            | 11. června 2008 – 2. března 2020      | [ 66 ] [ 67 ] [ 68 ] [ 69 ] |

## Státy, které odmítají Kosovo uznat
| - Alžírsko - Angola - Argentina - Arménie - Ázerbájdžán - Bělorusko - Bosna a Hercegovina - Brazílie - Bolívie - Čína - Konžská demokratická republika - Ekvádor - Etiopie - Gruzie - Indie | - Indonésie - Irák - Írán - Jižní Afrika - Kazachstán - Kuba - Kypr - Kyrgyzstán - Laos - Maroko - Moldavsko - Namibie - Nepál - Omán - Rumunsko - Rusko | - Řecko - Severní Korea - Slovensko - Srbsko - Súdán - Sýrie - Španělsko - Srí Lanka - Tádžikistán - Tunisko - Uzbekistán - Ukrajina - Uruguay - Venezuela - Vietnam |

## Mezinárodní organizace, které uznaly Kosovo nebo nemají jednotné stanovisko
| Organizace                                              | Datum uznání     | Poznámka                                                                               |
| Organizace spojených národů                             | různé            | Není jednotné stanovisko, uznáno 97 ze 193 členských států.                            |
| Evropská unie                                           | různé            | Není jednotné stanovisko, uznáno 22 z 27 členských států a 4 z 5 kandidátů.            |
| Evropský parlament                                      | 30. května 2008  |                                                                                        |
| Mezinárodní měnový fond                                 | 8. května 2009   | Je členem.                                                                             |
| Světová banka                                           |                  | Je členem.                                                                             |
| Severoatlantická aliance                                | různé            | Není jednotné stanovisko, uznáno 28 z 32 členských států.                              |
| Organizace islámské spolupráce                          | různé            | Není jednotné stanovisko, uznáno 34 z 57 členských států.                              |
| Organizace pro bezpečnost a spolupráci v Evropě         | různé            | Není jednotné stanovisko, uznáno 36 z 56 členských států.                              |
| Organizace nezastoupených států a národů                | 18. února 2008   |                                                                                        |
| Mezinárodní olympijský výbor                            | 9. prosince 2014 | Je řádným členem.                                                                      |
| Světové sdružení národních zápasnických federací (FILA) | 9. června 2008   | Je členem.                                                                             |
| Světová federace vzpírání (IWF)                         | 18. června 2008  | Je členem.                                                                             |
| Mezinárodní federace stolního tenisu                    | 2003             | Bylo členem již před vyhlášením nezávislosti.                                          |
| Mezinárodní federace házené (IHF)                       | 2004             | Bylo členem již před vyhlášením nezávislosti.                                          |
| Mezinárodní lyžařská federace (FIS)                     | není             | Členství Kosova závisí na uznání Kosovské republiky OSN, zatím má status pozorovatele. |
| Středoevropská zóna volného obchodu (CEFTA)             | 2007             | Bylo členem již před vyhlášením nezávislosti.                                          |
| Mezinárodní svaz pro silniční dopravu (IRU)             | květen 2009      | Je členem.                                                                             |